# Подржий Конь
Подржий Конь (мак. Подржи Коњ) — село у Північній Македонії, входить до складу общини Крива Паланка Північно-Східного регіону.
Населення — 116 осіб.

## Відомі люди
- Іван Станойков — болгарський революціонер.
- Стевче Якимовський — македонський політик

## Примітки

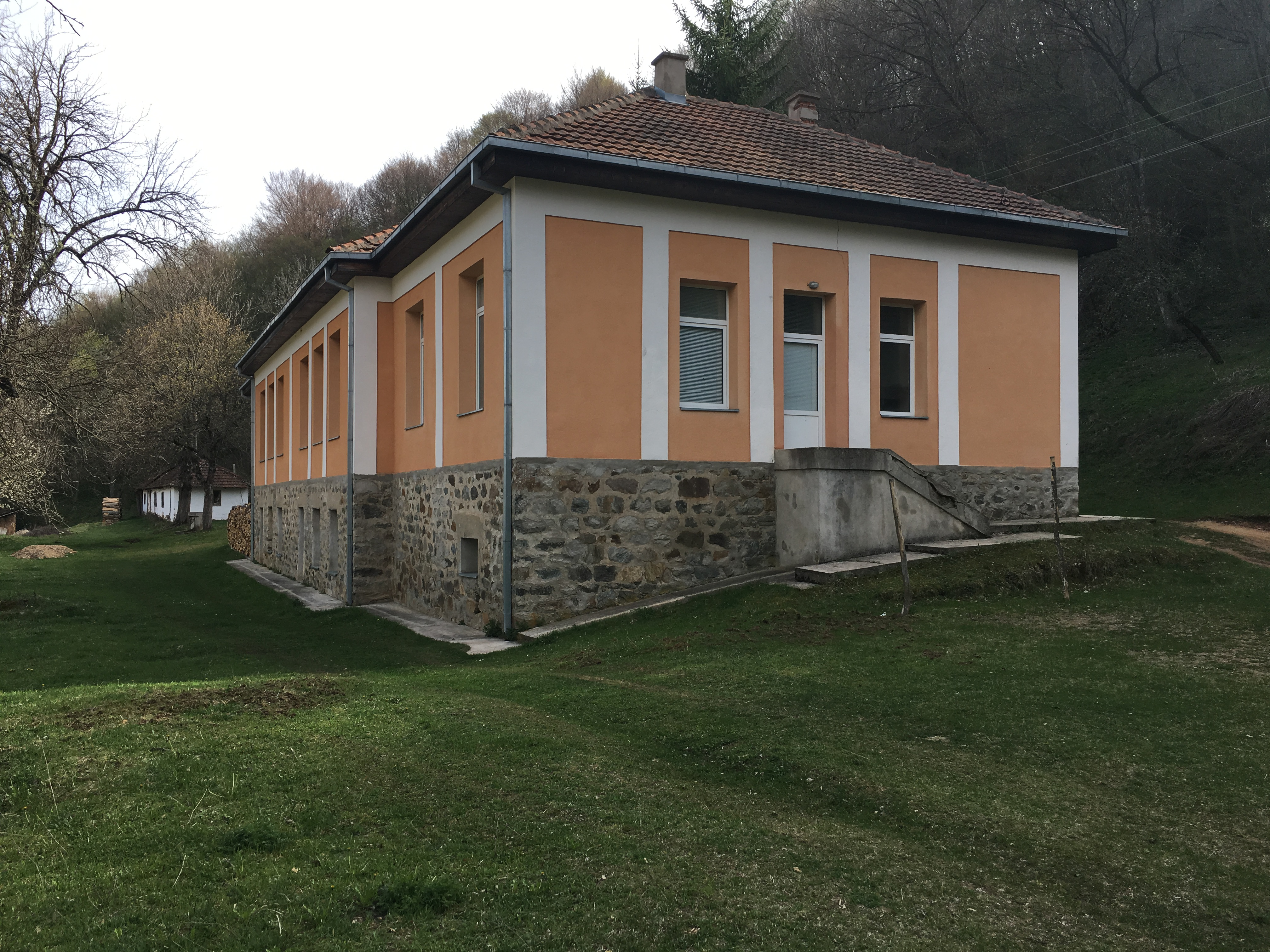
Початкова школа